# Tour de Castille-et-León 2017
Le Tour de Castille-et-León 2017 est la 32e édition de cette course cycliste sur route masculine. Il a eu lieu du 19 au 21 mai 2017. Il fait partie du calendrier UCI Europe Tour 2017 en catégorie 2.1.
Le Français Jonathan Hivert, membre de l'équipe Direct Énergie et vainqueur de la deuxième étape, s'impose au classement général. Il devance l'Espagnol Jaime Rosón (Caja Rural-Seguros RGA) de 38 secondes et le Portugais Henrique Casimiro (Efapel) de 55 secondes.
Initialement deuxième de la course, l'Espagnol Jaime Rosón a été déclassé par la suite pour dopage.

## Équipes
| WorldTeam- Movistar Team Équipes continentales professionnelles (4)- Androni Giocattoli - Caja Rural-Seguros RGA - Direct Énergie - Israel Cycling Academy Équipes continentales (13)- Bicicletas Strongman - Bolivia - Burgos-BH - Efapel - Euskadi Basque Country-Murias - Kuwait-Cartucho.es - LA Alumínios-Metalusa-BlackJack - Lokosphinx - Medellín-Inder - RP-Boavista - Sapura - Sporting-Tavira - W52-FC Porto |
| |

## Étapes
| Étape     | Date   | Villes étapes                             | type                      | Distance (km) | Vainqueur d'étape    | Leader du classement général |
| --------- | ------ | ----------------------------------------- | ------------------------- | ------------- | -------------------- | ---------------------------- |
| 1re étape | 19 mai | Aguilar de Campoo – Santibáñez de la Peña | étape de plaine           | 168           | Alexander Evtushenko | Alexander Evtushenko         |
| 2e étape  | 20 mai | Velilla del Río Carrión – Camperona       | étape de moyenne montagne | 166,4         | Jonathan Hivert      | Jonathan Hivert              |
| 3e étape  | 21 mai | Ponferrada – León                         | étape de plaine           | 145,5         | Carlos Barbero       | Jonathan Hivert              |

## Classement final
| \| Classement général \| Classement général \| Classement général \| Classement général \| Classement général \| \| Coureur \| Coureur \| Pays \| Équipe \| Temps \| \| ------------------ \| -------------------- \| ------------------ \| --------------------------- \| ------------------ \| \| 1er \| Jonathan Hivert \| France \| Direct Énergie \| 11 h 48 min 28 s \| \| 2e \| Henrique Casimiro \| Portugal \| Efapel \| + 55 s \| \| 3e \| Richard Carapaz \| Équateur \| Movistar Team \| + 1 min 04 s \| \| 5e \| Frederico Figueiredo \| Portugal \| Sporting-Tavira \| + 1 min 08 s \| \| 6e \| Óscar Sevilla \| Espagne \| Medellín-Inder \| + 1 min 09 s \| \| 7e \| António Carvalho \| Portugal \| W52-FC Porto \| + 1 min 14 s \| \| 8e \| Joaquim Silva \| Portugal \| W52-FC Porto \| + 1 min 19 s \| \| 9e \| Jesús del Pino \| Espagne \| Efapel \| + 1 min 28 s \| \| 10e \| Rodolfo Torres \| Colombie \| Androni-Sidermec-Bottecchia \| + 1 min 30 s \| |                      |          |                             |                  |
| |                      |          |                             |                  |
| Source : ProCyclingStats |                      |          |                             |                  |
| Classement général |                      |          |                             |                  |
| Coureur | Coureur              | Pays     | Équipe                      | Temps            |
| 1er | Jonathan Hivert      | France   | Direct Énergie              | 11 h 48 min 28 s |
| 2e | Henrique Casimiro    | Portugal | Efapel                      | + 55 s           |
| 3e | Richard Carapaz      | Équateur | Movistar Team               | + 1 min 04 s     |
| 5e | Frederico Figueiredo | Portugal | Sporting-Tavira             | + 1 min 08 s     |
| 6e | Óscar Sevilla        | Espagne  | Medellín-Inder              | + 1 min 09 s     |
| 7e | António Carvalho     | Portugal | W52-FC Porto                | + 1 min 14 s     |
| 8e | Joaquim Silva        | Portugal | W52-FC Porto                | + 1 min 19 s     |
| 9e | Jesús del Pino       | Espagne  | Efapel                      | + 1 min 28 s     |
| 10e | Rodolfo Torres       | Colombie | Androni-Sidermec-Bottecchia | + 1 min 30 s     |